# Agrothereutes australis
Agrothereutes australis är en stekelart som först beskrevs av Heinrich Habermehl 1926.
Agrothereutes australis ingår i släktet Agrothereutes och familjen brokparasitsteklar. Inga underarter finns listade i Catalogue of Life.